# Porcellio longicornis
Porcellio longicornis là một loài chân đều trong họ Porcellionidae. Loài này được Stein miêu tả khoa học năm 1859.